# 藤代宮奈子
藤代 宮奈子（ふじしろ みなこ、1968年11月16日 - ）は、1980年代に活動していた元女優。東京都足立区生まれ。東京農業大学地域環境科学部卒業。デビュー当初の芸名は藤代美奈子。

## 来歴・人物
4人きょうだいの第三子（次女）。兄、姉、妹がいる。
1984年に第1回東宝「シンデレラ」オーディションで審査員特別賞を受け芸能界入りし、1986年7月2日には「熱い風のさよなら」でレコードデビュー。東宝芸能に所属し、女優中心の活動を行っていた。新人の当時は、沢口靖子、斉藤由貴に続く「東宝三人娘」として売り出された。
パール・S・バックの『大地』に感動したことと、中国人の友人が居たこともあって、中国に興味を持っていた。
趣味はスキューバダイビング。「水中リポーター」としても活躍し、バラエティ番組等で水中でも会話が出来るフルフェイスマスクを装着して海中からリポートをよく行っていた。

## 出演

### 映画
- 傷だらけの勲章（1986年） - 倉田麻里
- BU・SU（1987年） - 京子
- スケバン刑事 風間三姉妹の逆襲（1988年） - 阿川瞳子
- 菩提樹 リンデンバウム（1988年） - 杉本せりあ

### テレビドラマ
- 太陽にほえろ! 第665話「殉職刑事たちよやすらかに」（1985年、NTV・東宝）
- 誇りの報酬 第5話「私だって刑事の妹」（1985年、NTV・東宝） - 渋谷さつき
- 月曜ドラマランド / ねらわれた学園（1987年、CX） - 高見沢みちる
- 森村誠一サスペンス シンデレラスター殺人事件（1987年、KTV・東宝）
- 痛快!婦警候補生やるっきゃないモン!（1987年、ANB・東宝） - 石田由利恵
- アリエスの乙女たち（1987年、CX・大映テレビ） - 長谷川千草
- 妻の家出（1987年、TX）
- 暴れん坊将軍III
  - 第18話「御生母が叱った仇討姉弟」（1988年） - 楓
  - 第76話「さらば! 愛しき人よ」（1988年） - おたま
- 続・三匹が斬る!（1988年-1989年） - お千
- NEWジャングル 第24話「瀬戸大橋・故郷へ」（1988年、NTV・東宝） - 石川ケイコ
- 名奉行 遠山の金さん 第1シリーズ 第11話「罠にかかった奉行」（1988年、ANB・東映） - お弓
- 冬陽の道（1989年、NHK）
- さすらい刑事旅情編II 第19話「草津温泉雪景色・罠に落ちた美人OL」（1989年、ANB・東映）
- 土曜ワイド劇場（ANB）
  - 京都茶道家本殺人事件（1989年）
  - 写楽殺人事件（1993年）
- 付き馬屋おえん事件帳 第1シリーズ 第9話「吉原悲話露の情け」（1990年、TX）
- 火曜サスペンス劇場 / 二着のウェディングドレス（1992年、NTV）
- ララバイ刑事'93 第9話（1993年、ANB）
- 電光超人グリッドマン 第19話（1993年、TBS） - 美咲麗子
- 江戸の用心棒 第15話「大奥(秘)怨み節」（1994年、NTV） - 藤尾

### OVA
- 那由他（1987年） - 柳原那由他

### その他のテレビ番組
- いい旅・夢気分（テレビ東京）

## ディスコグラフィー

### シングル
熱い風のさよなら
1986年7月2日発売。FUTURELAND EP：LA07-5001
熱い風のさよなら
作詞：来生えつこ / 作曲：来生たかお / 編曲：小林信吾
OVA作品『那由他』のエンディング主題歌
まばゆい序章
作詞：来生えつこ / 作曲：来生たかお / 編曲：小林信吾
『那由他』のオープニング主題歌

ふり向いてマイ・ダーリン
1987年9月25日発売。FUTURELAND EP：LA07-5012
ふり向いてマイ・ダーリン
作詞：澤地隆 / 作曲：鷺巣詩郎 / 編曲：鷺巣詩郎
テレビアニメ『きまぐれオレンジ☆ロード』の挿入歌
Again
作詞：澤地隆 / 作曲：鷺巣詩郎 / 編曲：鷺巣詩郎